# Basananthe polygaloides
Basananthe polygaloides är en passionsblomsväxtart som först beskrevs av John Hutchinson och Pearce, och fick sitt nu gällande namn av De Wilde. Basananthe polygaloides ingår i släktet Basananthe och familjen passionsblomsväxter. Inga underarter finns listade i Catalogue of Life.